# 672 Astarte
672 Astarte è un asteroide della fascia principale. Scoperto nel 1908, presenta un'orbita caratterizzata da un semiasse maggiore pari a 2,5566835 UA e da un'eccentricità di 0,1336661, inclinata di 11,13061° rispetto all'eclittica.
Il suo nome fa riferimento ad Astarte, dea semitica della fertilità.